# Grade der Schweizer Armee
Die Bezeichnungen der Grade in der Schweizer Armee (Äquivalent zu Dienstgrade in Österreich und Deutschland) wurden durch das Parlament in Art. 102 Militärgesetz (MG) festgelegt. Der Bundesrat kann für die Mannschaft und die Unteroffiziere weitere Dienstgrade einführen. Von diesem Recht hat er für die Armee XXI in Art. 5 der Verordnung über die Organisation der Armee (VOA) vom 26. November 2003 Gebrauch gemacht, welcher seit 1. Januar 2011 durch eine Anpassung von Art. 102 MG überflüssig geworden ist. Für die Änderung der Offiziersgrade ist eine Gesetzesänderung durch das Parlament notwendig.
Im Gegensatz zu anderen Streitkräften tragen die Angehörigen der Luftwaffe der Schweizer Armee dieselben Gradbezeichnungen und Abzeichen wie die Angehörigen des Heeres.

## Einführung

### Allgemeines
Wer in einen bestimmten Grad befördert wurde, behält ihn auch dann, wenn er/sie die Funktion nicht mehr innehat (gilt für Fachoffiziere erst nach 6 Funktionsjahren). Aus der Militärdienstpflicht entlassene Angehörige der Armee können ihren zuletzt getragenen Grad mit dem Zusatz «ausser Dienst» (Abkürzung: «a D») weiterführen.
Die Bezeichnungen der Grade sind in den Teilstreitkräften Heer und Luftwaffe sowie anderen Bereichen der Armee wie der Führungsunterstützungsbasis oder der Logistikbasis der Armee identisch.
Angehenden weiblichen Soldaten stehen alle Funktionen offen. Sie führen die Gradbezeichnungen ihrer männlichen Kameraden; das heisst, es gibt keine Bezeichnungen wie «Wachtmeisterin» oder «Hauptfrau».

### Fachoffiziere
Der Fachoffizier (kurz: Fachof) ist im schweizerischen Milizsystem ein Angehöriger der Mannschaften, der Unteroffiziere oder der höheren Unteroffiziere (ausgenommen Berufsunteroffiziere und Fachberufsunteroffiziere, diese können aus gesetzlichen Gründen selbst bei höchster Befähigung keinen Offiziersgrad erreichen), der auf Grund besonderer Kenntnisse und nur wenn Bedarf vorhanden, gestützt auf Art. 104 Militärgesetz für einen Einsatz oder dauerhaft zum Offizier ernannt wurde.
Nach der Bezeichnung „Fachoffizier“ wird gelegentlich in Klammern die Funktionsstufe (z. B. „Fachof (Hptm)“) aufgeführt.

### Generalstabsoffiziere
Der Generalstabsoffizier (Gst Of) kann sowohl ein Miliz- wie ein Berufsoffizier sein. Er ist Teil des Korps der Generalstabsoffiziere und wird für besondere Stabsaufgaben im Wechsel mit Kommandojahren eingesetzt. Generalstabsoffiziere bekleiden Offiziersgrade zwischen Major und Oberst mit dem Zusatz i Gst für im Generalstab (unter bestimmten Umständen, wenn z. B. die minimale Anzahl von Gradjahren als Hauptmann noch nicht erreicht wurde, gibt es auch noch Hptm i Gst). Auf der Aussennaht der Hose des Ausgangsanzuges tragen sie einen breiten schwarzen Stoffstreifen.
Im Gegensatz zu den restlichen Offizieren in Stäben sind die Generalstabsoffiziere alle ehemalige Kompaniekommandanten und verfügen somit über langjährige Führungserfahrung. Sie durchlaufen eine Zusatzausbildung und übernehmen höhere Kommandos sowie Schlüsselfunktionen in den Stäben grosser Verbände.

### Rotkreuzdienst
Angehörige des dem Schweizerischen Roten Kreuz (SRK) unterstellten und der Armee zur Zusammenarbeit zugewiesenen Rotkreuzdienstes (RKD) sind keine Angehörigen der Armee. Sie tragen jedoch die Uniform und Gradabzeichen der Armee. Die Dienstgrade sind durch den Zusatz «RKD» gekennzeichnet (z. B. Wm RKD).

## Gradbezeichnungen
In der Schweizer Armee gibt es folgende Grade:

### Grade der Mannschaft

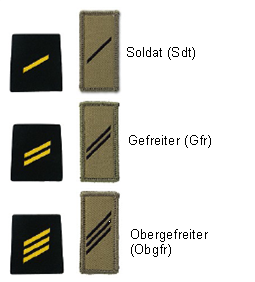
Gradabzeichen Mannschaftsgrade

Rekrut (Rekr; französisch recrue, italienisch recluta, rätoromanisch recrut)
Er trägt kein Gradabzeichen.
Soldat (Sdt; französisch soldat, italienisch soldato, rätoromanisch schuldà)
In der Praxis richtet sich die Bezeichnung meist nach der Truppengattung. So gibt es unter anderem Aufklärer (Aufkl), Infanterist (Inf), Grenadier (Gren), Kanonier (Kan), Pionier (Pi), Motorfahrer (Motf) oder Sanitätssoldat (San Sdt). In Auslandeinsätzen wird er als Private bzw. Private E-1 bezeichnet (Pte).
Gefreiter (Gfr; appointé, appuntato, appuntà)
Im Gegensatz zum Beispiel zu den deutschen Streitkräften wird der Grad nicht automatisch, sondern erst bei speziellen Ereignissen verliehen.
In Auslandeinsätzen wird er als Private bzw. Private E-2 bezeichnet (Pte). Vor einigen Jahren wurde noch die aus der britischen Tradition stammende Bezeichnung Lance Corporal (LCpl) verwendet.
Obergefreiter (Obgfr; appointé-chef, appuntato capo, primappuntà)
Neuer Grad seit 1. Januar 2004. Er dient als Gruppenführerstellvertreter oder Unteroffiziersanwärter während des Praktikums. Weiter als Offiziersanwärter in der Offiziersschule (OS) ohne Erfahrung als Gruppenführer. In Auslandeinsätzen wird er als Private First Class bezeichnet (PFC). Mit der Weiterentwicklung der Armee (WEA) wurde der Grad Obergefreiter per 1. Januar 2019 abgeschafft.

### Grade der Unteroffiziere

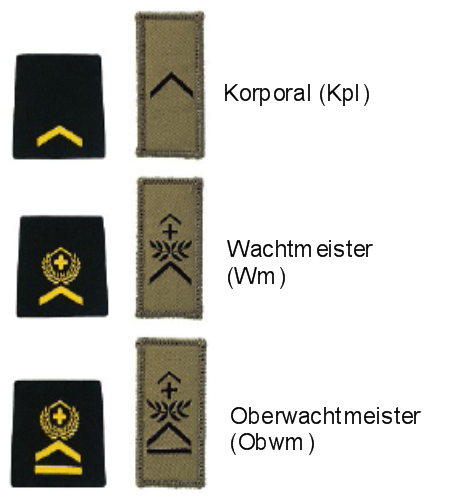
Gradabzeichen Unteroffiziere

Anmerkung: Seit der Armeereform 95 (Ausgangsanzug 95) sind die Gradabzeichen der Gefreiten, Unteroffiziere und höheren Unteroffiziere nicht mehr auf der Uniform aufgenäht (siehe Chevron (Uniform)), sondern in die Patte integriert.
Korporal (Kpl; caporal, caporale, corporal)
Seit dem 1. Januar 2004 werden Fach-Unteroffiziere wie zum Beispiel die Post- oder ABC-Unteroffiziere zum Korporal befördert. Vor diesem Datum waren Korporäle Gruppenführer. Neu absolvieren sie keine Führungsausbildung und führen auch keine Gruppe mehr. In Auslandeinsätzen wird er als Corporal bezeichnet (Cpl). (Alle Gruppenführer im Grad eines Korporals wurden ab 2004 bei ihrer nächsten Dienstleistung zum Wachtmeister befördert.) Seit der WEA im Jahre 2018 werden keine Beförderungen in diesen Grad mehr vorgenommen.
Wachtmeister (Wm; sergent, sergente, sergent )
Bis 1. Januar 2004 Grad des Zugführer-Stellvertreters; seit 1. Januar 2004 neu für Gruppenführer oder Wagenkommandanten (zum Beispiel Geschützführer). Im Praktikum Anwärter auf einen höheren Unteroffizier wie Feldweibel und Fourier. In Auslandeinsätzen wird er als Sergeant bezeichnet (Sgt).
Oberwachtmeister (Obwm; sergent-chef, sergente capo, caposergent)
Neuer Grad seit 1. Januar 2004 für Zugführerstellvertreter; ehemalig als Grad der Offiziersaspiranten während des Praktikums in der Rekrutenschule. In Auslandeinsätzen wird er als Sergeant First Class bezeichnet (SFC).

### Grade der höheren Unteroffiziere

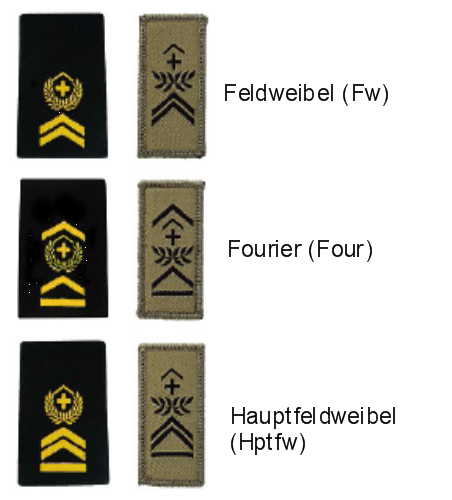
Gradabzeichen Höhere Unteroffiziere I

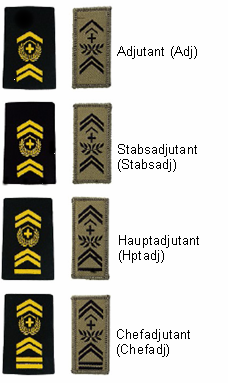
Gradabzeichen Höhere Unteroffiziere II
Anmerkung:
Stabs-, Haupt- und Chefadjutanten werden als höhere Unteroffiziere eingeteilt in Stäben bezeichnet

Feldweibel (Fw; sergent-major, sergente maggiore, primsergent)
Seit 1. Januar 2004 nur noch für technische Feldweibel vorgesehen. Alle Einheitsfeldweibel im Grad eines Feldweibels werden bei ihrer nächsten Dienstleistung zu Hauptfeldweibeln befördert. In Auslandeinsätzen wird er als Sergeant Major bezeichnet (SGM/Sgt Maj).
Fourier (Four; fourrier, furiere, furier)
In Auslandeinsätzen wird er als Quartermaster Sergeant bezeichnet (QMS). Seit 1. Januar 2004 wurde dem Gradabzeichen des Fouriers ein Querbalken angefügt. Damit wird klargestellt, dass Fourier und Hauptfeldweibel in der Hierarchie gleichwertige Grade sind.
Hauptfeldweibel (Hptfw; sergent-major chef, sergente maggiore capo, primsergent principal)
Neuer Grad seit 1. Januar 2004 für den Einheitsfeldweibel. In Auslandeinsätzen wird er als Chief Sergeant Major bezeichnet (CSM).
Adjutant Unteroffizier (Adj Uof; adjudant sous-officier, aiutante sottufficiale, adjutant sutuffizier).
Der Adj Uof kann entweder Berufsunteroffizier oder in Milizfunktion Logistikunteroffizier (Log Uof), Chef Mechaniker oder Unfallpikettzugführer sein. Als Berufsunteroffizier ein Ausbilder auf spezifischem Fachbereich. (z. B. Chef Sport, …) In Auslandeinsätzen wird er als Warrant Officer bezeichnet (WO).
Stabsadjutant (Stabsadj; adjudant d'état-major, aiutante di stato maggiore, adjutant da stab)
Als Berufsunteroffizier normalerweise der Einheitsberufsunteroffizier, Chef Fachausbildung, Chef Fachbereich oder Klassenlehrer an der Unteroffiziersschule sowie dem höheren Unteroffizierslehrgang. In der Milizverwendung im Stab eines Bataillons für die Unteroffiziersbelange zuständig und gleichzeitig auch Fähnrich. In Auslandeinsätzen wird er als Staff Warrant Officer (bn) bezeichnet (SWO).
Hauptadjutant (Hptadj; adjudant-major, aiutante maggiore, adjutant principal)
Neuer Grad seit 1. Januar 2004. Führungsgehilfe eines Schulkommandanten oder Brigadekommandanten. In Auslandeinsätzen wird er als Master Warrant Officer (bde) bezeichnet (MWO).
Chefadjutant (Chefadj; adjudant-chef, aiutante capo, schefadjutant)
Neuer Grad seit 1. Januar 2004. Führungsgehilfe eines Kommandanten einer Territorialregion, Kdt Heer, Kdt Luftwaffe oder CdA. In Auslandeinsätzen wird er als Chief Warrant Officer (div) bezeichnet (CWO).

### Grade der Offiziere

#### Subalternoffiziere

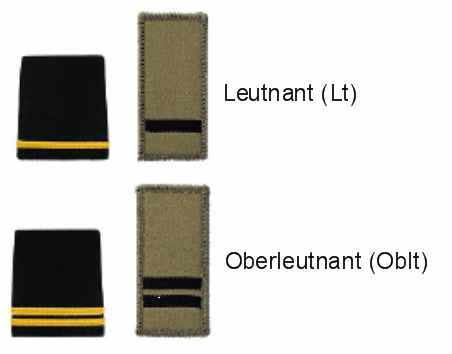
Gradabzeichen Subalternoffiziere

Leutnant (Lt; lieutenant, tenente, litinent)
Der Leutnant ist der unterste Offiziersgrad. Im Gegensatz zur «Armee-95»-Zeit wird ein Zugführer nach seinem praktischen Dienst nicht mehr automatisch befördert, sondern bleibt während zwei Wiederholungskursen oder maximal 4 Jahren Leutnant. In Auslandeinsätzen wird er als Second Lieutenant bezeichnet (2Lt).
Oberleutnant (Oblt; premier-lieutenant, primotenente, primlitinent)
Der Oberleutnant ist in der Regel ein Zugführer. Gemäss Reglement ist «eine Beförderung zum Oberleutnant … frühestens nach 3 Wiederholungskursen möglich und … leistungsabhängig. Die leistungsunabhängige Beförderung erfolgt nach 6 geleisteten Wiederholungskursen.» Weiter kann er ein angehender Kompaniekommandant (Hauptmann) sein, der entweder im praktischen Dienst ist oder aufgrund einer Bewährung noch nicht befördert wurde. In Grundausbildung und Fachgrundausbildung wird oft ein Oblt Zeitmilitär als Kompaniekommandant eingesetzt. In Auslandeinsätzen wird er als First Lieutenant bezeichnet (1Lt).

#### Hauptleute

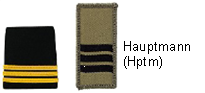
Gradabzeichen Hauptleute

Hauptmann (Hptm; capitaine, capitano, chapitani)
Häufig hat ein Hauptmann die Funktion eines Kompanie- bzw. eines Batteriekommandanten (Artillerie und Fliegerabwehr), er kann aber auch in einem Stab tätig sein.
Als Berufsoffizier oft Einheitsberufsoffizier; Klassenlehrer an einer Offiziersschule.
In Auslandseinsätzen wird er als Captain bezeichnet (Capt).

#### Stabsoffiziere

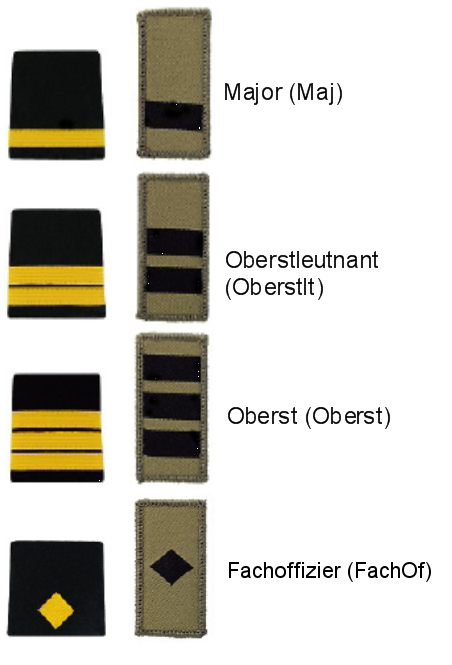
Gradabzeichen Stabsoffiziere/Fachoffizier

Major (Maj bzw. Maj i Gst; major, maggiore, maior)
Im Stab eines Bataillons mit verschiedener Funktion. (Stellvertreter, S1-7). Kann unter bestimmten Umständen auch Bataillonskommandant sein.
Als Berufsoffizier oft Einheitsberufsoffizier; Klassenlehrer an einer Offiziersschule oder im Stab der Schule. In Milizfunktion Einteilung als Kommandant einer Stabskompanie oder Offizier im Stab eines Bataillons bzw. eines Grossen Verbandes (Br oder Ter Div)
In Auslandeinsätzen wird er als Major bezeichnet (Maj).
Oberstleutnant (Oberstlt bzw. Oberstlt i Gst; lieutenant-colonel, tenente colonello, litinent colonel)
Kommandant eines Bataillons. Offizier im Stab eines Grossen Verbandes (Br oder Ter Div). In Auslandeinsätzen wird er als Lieutenant Colonel bezeichnet (LTC/Lt Col).
Oberst (Oberst bzw. Oberst i Gst; colonel, colonello, colonel)
War früher der Regimentskommandant. Seit die Regimenter mit der Armee XXI per 1. Januar 2004 abgeschafft wurden, führt er in seltenen Fällen ein Bataillon. Meist in Stäben von Grossen Verbänden (Br od. Ter Div), Brigadekommandant-Stellvertreter.
Als Berufsoffizier normalerweise der Schulkommandant einer Schule. In Auslandeinsätzen wird er als Colonel bezeichnet (Col).

#### Höhere Stabsoffiziere
Höhere Stabsoffiziere (HSO) tragen auf der Aussennaht der Ausgangshose zwei schwarze Lampassen.
| Gradabzeichen  | Gradabzeichen | Gradabzeichen | Bezeichnung            | Bezeichnung         | Bezeichnung         | Bezeichnung       | Bezeichnung        | Beschreibung |
| Achselschlaufe | Tarnanzug     | Käppi         | Deutsch                | Français            | Italiano            | Rumantsch         | engl. Äquivalent   | Beschreibung |
| -------------- | ------------- | ------------- | ---------------------- | ------------------- | ------------------- | ----------------- | ------------------ | --- |
|                |               |               | Brigadier (Br)         | brigadier           | brigadiere          | brigadier         | Brigadier General  | Kommandant einer Brigade; Kommandant eines Lehrverbandes, Chef Personelles der Armee oder Chef Internationale Beziehungen Verteidigung (C IB V). |
|                |               |               | Divisionär (Div)       | divisionnaire       | divisionario        | divisiunari       | Major General      | Generalmajor; Kommandant einer Territorialdivision; Chef des Armeestabes, Kommandant Heer, Kommandant Luftwaffe, Kommandant Logistikbasis der Armee |
|                |               |               | Korpskommandant (KKdt) | commandant de corps | comandante di corpo | cumandant da corp | Lieutenant General | Generalleutnant; höchster Dienstgrad der Schweizer Armee in Friedenszeiten; zurzeit gibt es folgende KKdt: - Thomas Süssli (Chef der Armee, CdA) - Hans-Peter Walser (Chef Kommando Ausbildung / Stv. Chef der Armee) - Laurent Michaud (Chef Kommando Operationen) |

#### Oberbefehlshaber der Armee
| Gradabzeichen     | Gradabzeichen | Gradabzeichen | Bezeichnung de \| fr \| it \| rm \| en | Beschreibung |
| Achselschlaufe    | Tarnanzug     | Käppi         | Bezeichnung de \| fr \| it \| rm \| en | Beschreibung |
| ----------------- | ------------- | ------------- | -------------------------------------- | --- |
|                   |               |               | General (Gen)                          | Sobald ein grösseres Truppenaufgebot vorgesehen oder erlassen ist, wählt nach Art. 85 MG die Bundesversammlung auf Vorschlag des Bundesrates den General. Er verliert seine Funktion wieder, wenn die Krise abgewendet ist. Das Amt ist seit dem Zweiten Weltkrieg nicht mehr besetzt worden. |
| général           |               |               |                                        | Sobald ein grösseres Truppenaufgebot vorgesehen oder erlassen ist, wählt nach Art. 85 MG die Bundesversammlung auf Vorschlag des Bundesrates den General. Er verliert seine Funktion wieder, wenn die Krise abgewendet ist. Das Amt ist seit dem Zweiten Weltkrieg nicht mehr besetzt worden. |
| generale          |               |               |                                        | Sobald ein grösseres Truppenaufgebot vorgesehen oder erlassen ist, wählt nach Art. 85 MG die Bundesversammlung auf Vorschlag des Bundesrates den General. Er verliert seine Funktion wieder, wenn die Krise abgewendet ist. Das Amt ist seit dem Zweiten Weltkrieg nicht mehr besetzt worden. |
| general           |               |               |                                        | Sobald ein grösseres Truppenaufgebot vorgesehen oder erlassen ist, wählt nach Art. 85 MG die Bundesversammlung auf Vorschlag des Bundesrates den General. Er verliert seine Funktion wieder, wenn die Krise abgewendet ist. Das Amt ist seit dem Zweiten Weltkrieg nicht mehr besetzt worden. |
| four-star general |               |               |                                        | Sobald ein grösseres Truppenaufgebot vorgesehen oder erlassen ist, wählt nach Art. 85 MG die Bundesversammlung auf Vorschlag des Bundesrates den General. Er verliert seine Funktion wieder, wenn die Krise abgewendet ist. Das Amt ist seit dem Zweiten Weltkrieg nicht mehr besetzt worden. |

In Friedenszeiten gibt es keinen Oberbefehlshaber, wohl aber einen Chef der Armee (CdA) im Range eines Korpskommandanten. Seit dem 1. Januar 2020 ist Thomas Süssli Armeechef.

### Fachoffiziere
| Gradabzeichen                    | Gradabzeichen | Bezeichnung de \| fr \| it \| rm \| en | Beschreibung |
| Achselschlaufe                   | Tarnanzug     | Bezeichnung de \| fr \| it \| rm \| en | Beschreibung |
| -------------------------------- | ------------- | -------------------------------------- | --- |
|                                  |               | Fachoffizier (Fachof)                  | Im Regelfall ein Soldat mit Mannschaftsgrad, Unteroffizier oder ein höherer Unteroffizier. Aufgrund seiner beruflichen Fähigkeiten, Kompetenz und Eignung empfiehlt sich sein Einsatz in einem bestimmten Bereich, der im Regelfall den Einsatz eines Offiziers OF-1 bis OF-5 erfordert (ausgenommen Führungsverwendungen). |
| Officier spécialiste (of spéc)   |               |                                        | Im Regelfall ein Soldat mit Mannschaftsgrad, Unteroffizier oder ein höherer Unteroffizier. Aufgrund seiner beruflichen Fähigkeiten, Kompetenz und Eignung empfiehlt sich sein Einsatz in einem bestimmten Bereich, der im Regelfall den Einsatz eines Offiziers OF-1 bis OF-5 erfordert (ausgenommen Führungsverwendungen). |
| Ufficiale specialista (uff spec) |               |                                        | Im Regelfall ein Soldat mit Mannschaftsgrad, Unteroffizier oder ein höherer Unteroffizier. Aufgrund seiner beruflichen Fähigkeiten, Kompetenz und Eignung empfiehlt sich sein Einsatz in einem bestimmten Bereich, der im Regelfall den Einsatz eines Offiziers OF-1 bis OF-5 erfordert (ausgenommen Führungsverwendungen). |
| Uffizier spezialist (uff spez)   |               |                                        | Im Regelfall ein Soldat mit Mannschaftsgrad, Unteroffizier oder ein höherer Unteroffizier. Aufgrund seiner beruflichen Fähigkeiten, Kompetenz und Eignung empfiehlt sich sein Einsatz in einem bestimmten Bereich, der im Regelfall den Einsatz eines Offiziers OF-1 bis OF-5 erfordert (ausgenommen Führungsverwendungen). |
| Specialist Officer (Spec Of)     |               |                                        | Im Regelfall ein Soldat mit Mannschaftsgrad, Unteroffizier oder ein höherer Unteroffizier. Aufgrund seiner beruflichen Fähigkeiten, Kompetenz und Eignung empfiehlt sich sein Einsatz in einem bestimmten Bereich, der im Regelfall den Einsatz eines Offiziers OF-1 bis OF-5 erfordert (ausgenommen Führungsverwendungen). |

## Gradabzeichen
Die Gradabzeichen der Armee sind unterteilt in
- die Stoffabzeichen für den Ausgangsanzug (auf beiden Schultern getragen; oben im Bild links) und
- die Klettabzeichen für den Dienst- und Kampfanzug (nur auf dem rechten Kragenspiegel und der Kopfbedeckung getragen, auf dem vom Soldaten aus gesehen linken Kragenspiegel ist die Truppengattung gemäss Einteilung ablesbar; oben im Bild rechts).

Seit dem 1. Januar 2006 werden die metallischen Grad- und Funktionsabzeichen (Spiegel), sowie die Namensschilder durch Stoffabzeichen (Klett) ersetzt, welche den NATO-Standards entsprechen.

## Truppengattungsfarben
In der Schweizer Armee ist die Verwendung von Truppengattungsfarben (Waffenfarben) gebräuchlich.